# Lulekani
Lulekani is een subplaats (Sub Place) in de gemeente Ba-Phalaborwa in de provincie Limpopo. Lulekani telde ongeveer 15.000 inwoners in 2011.
De naburige townships van Lulekani zijn Namakgale, Makhushane en Mashishimale langs de R71 naar Gravelotte.